# Adrien Artaud
Pour les articles homonymes, voir Artaud.
Jean Adrien Marie Artaud, né le 26 septembre 1859 à Marseille (Bouches-du-Rhône), et mort dans la même ville le 11 septembre 1935, est un homme politique français.

## Biographie

### Parcours professionnel
Adrien Artaud débute à quinze ans dans le commerce. À la tête d'une entreprise de commerce international de vins, il devient président de la Société pour la défense du commerce de 1902 à 1904, puis président de la chambre de commerce de Marseille de 1913 à 1920. Il est le fondateur de l'institut colonial de Marseille, en 1906, qui devient par la suite l'institut français d'Outre-mer. Il est un des principaux organisateurs de l'Exposition nationale coloniale de Marseille en 1922 dont il sera le commissaire général et le rapporteur général des travaux. Il vit rue Paradis, au n°56.

### Parcours politique
Il est député des Bouches-du-Rhône de 1919 à 1924, inscrit à l'Entente républicaine démocratique.
Il est reçu le 8 juin 1916 à l'Académie de Marseille. Par décret du 23 février 1925 il est nommé officier de la Légion d'honneur.

## Œuvres
Président du conseil d'administration du Sémaphore, Adrien Artaud a beaucoup écrit ; on peut citer :
- Un armateur marseillais : Georges Roux, Paris, H. Champion, coll. « Études historiques sur le XVIIIe siècle », 1890, 403 p. (OCLC 491735992)
- La franchise du port de Marseille, Marseille, Flammarion, 1898, 126 p. (OCLC 456828089)
- Défendons-nous I, Marseille, Aubertin et Rolle, 1901, 540 p. (OCLC 458528642)
- Finances et bon sens, Paris, Payot et Cie, 1922, 270 p. (OCLC 22871009)
- Exposition coloniale de Marseille : 16 avril-19 novembre 1922. Rapport général, Marseille, Barlatier, 1923, 544 p. (OCLC 458528652)
- Défendons-nous II, Marseille, Sémaphore et Tacussel, 1930, 542 p. (OCLC 458528650)